# Nanny, la governante
Nanny, la governante (The Nanny) è un film del 1965 diretto da Seth Holt.

## Trama
Joey Fane, un bambino di 10 anni, torna a casa dopo un soggiorno in un istituto nel quale era stato mandato in seguito all'uccisione della sorella, da lui presumibilmente commessa. Egli accusa la governante di volerlo uccidere, si rifiuta di mangiare tutto ciò che lei cucina e si chiude spesso a chiave nella sua camera dalla quale a volte evade tramite la scala antincendio. La governante – "Nanny" – si è sempre occupata della famiglia Fane, apparentemente con amore e devozione. Tutti sono del parere che Joey sia profondamente disturbato e pericoloso, ma in seguito emerge che invece la persona da temere è "Nanny".